# Andrew Haigh
Andrew Haigh (ur. 7 marca 1973 w Harrogate) – brytyjski reżyser, scenarzysta i producent filmowy.

## Życiorys
Karierę w branży filmowej rozpoczął od bycia asystentem montażysty przy takich tytułach, jak m.in. Gladiator (2000) czy Helikopter w ogniu (2001) Ridleya Scotta. Od 2003 kręcił filmy krótkometrażowe. 
Jego debiutem fabularnym był Mężczyzna do wynajęcia (2009), osadzony w Londynie opis roku z życia męskiej prostytutki. Uwagę krytyki zwrócił na siebie swoim drugim filmem pt. Zupełnie inny weekend (2011). Rozgrywająca się w ciągu 48 godzin historia związku dwóch mężczyzn przyniosła reżyserowi wiele festiwalowych nagród.
Największym jak dotychczas sukcesem Haigha był dramat 45 lat (2015), ukazujący nagły rozpad długotrwałego małżeństwa dwojga głównych bohaterów. Film miał swoją premierę w konkursie głównym na 65. MFF w Berlinie, gdzie zdobył Srebrnego Niedźwiedzia dla najlepszego aktora i aktorki dla Toma Courtenaya i Charlotte Rampling. 
Zrealizowana w Oregonie adaptacja powieści Willy'ego Vlautina Polegaj na mnie (2017), startowała w konkursie głównym na 74. MFF w Wenecji. Obraz spotkał się z pozytywnym przyjęciem.
W 2023 roku Haigh powrócił do filmu, reżyserując dramat Dobrzy nieznajomi z Andrew Scottem i Paulem Mescalem w rolach głównych. Była to adaptacja japońskiej powieści Ijintachi to no natsu (1988) autorstwa Taichiego Yamady. Film miał swoją premierę na 50. Festiwalu Filmowym w Telluride, gdzie spotkał się z uznaniem krytyków, a jego dystrybucją zajęło się studio Searchlight Pictures.
Haigh zasiadał w jury konkursu głównego na 81. MFF w Wenecji (2024).